# Кшивосондз
Кшивосондз (пол. Krzywosądz) — село в Польщі, у гміні Добре Радзейовського повіту Куявсько-Поморського воєводства.
Населення — 266 осіб (2011).
У 1975-1998 роках село належало до Влоцлавського воєводства.

## Демографія
Демографічна структура станом на 31 березня 2011 року:
|          | Загалом | Допрацездатний вік | Працездатний вік | Постпрацездатний вік |
| -------- | ------- | ------------------ | ---------------- | -------------------- |
| Чоловіки | 127     | 33                 | 84               | 10                   |
| Жінки    | 139     | 28                 | 84               | 27                   |
| Разом    | 266     | 61                 | 168              | 37                   |